# يوم التراث العالمي
يوم التراث العالمي (بالإنجليزية: world heritage day)‏ هي يوم تحتفل به العديد من دول العالم يوم 18 أبريل وهو يوم حدده المجلس الدولي للمباني والمواقع الأثرية الـ (ICOMOS) للاحتفاء به كل عام ويتم برعاية منظمة اليونسكو ومنظمة التراث العالمي من أجل اليوم العالمي لحماية التراث الإنساني، حسب الاتفاقية التي أقرها المؤتمر العام لمنظمة الأمم المتحدة للتربية والعلم والثقافة في باريس في عام 1972.

## وصلات خارجية
"التراث الثقافي العالمي - اليونسكو". مؤرشف من الأصل في 2014-11-02.